# Ківі (птах)
Кі́ві (Apteryx) — єдиний рід безкілевих птахів у однойменній родині та ряді ківіподібних (Apterygiformes Haeckel, 1866) (інколи родину відносять до ряду страусоподібних (Struthioniformes)). Дорослі ківі завбільшки з курку. Рід включає п'ять видів, ендемічних для Нової Зеландії.
Усі види ківі мають сильні чотирипалі ноги та довгий вузький дзьоб з ніздрями на самому кінчику. Крила не розвинені, хвіст відсутній. Пір'я ківі більше нагадує густу шерсть. У ківі добре розвинений нюх.

## Походження, філогенетичні зв'язки

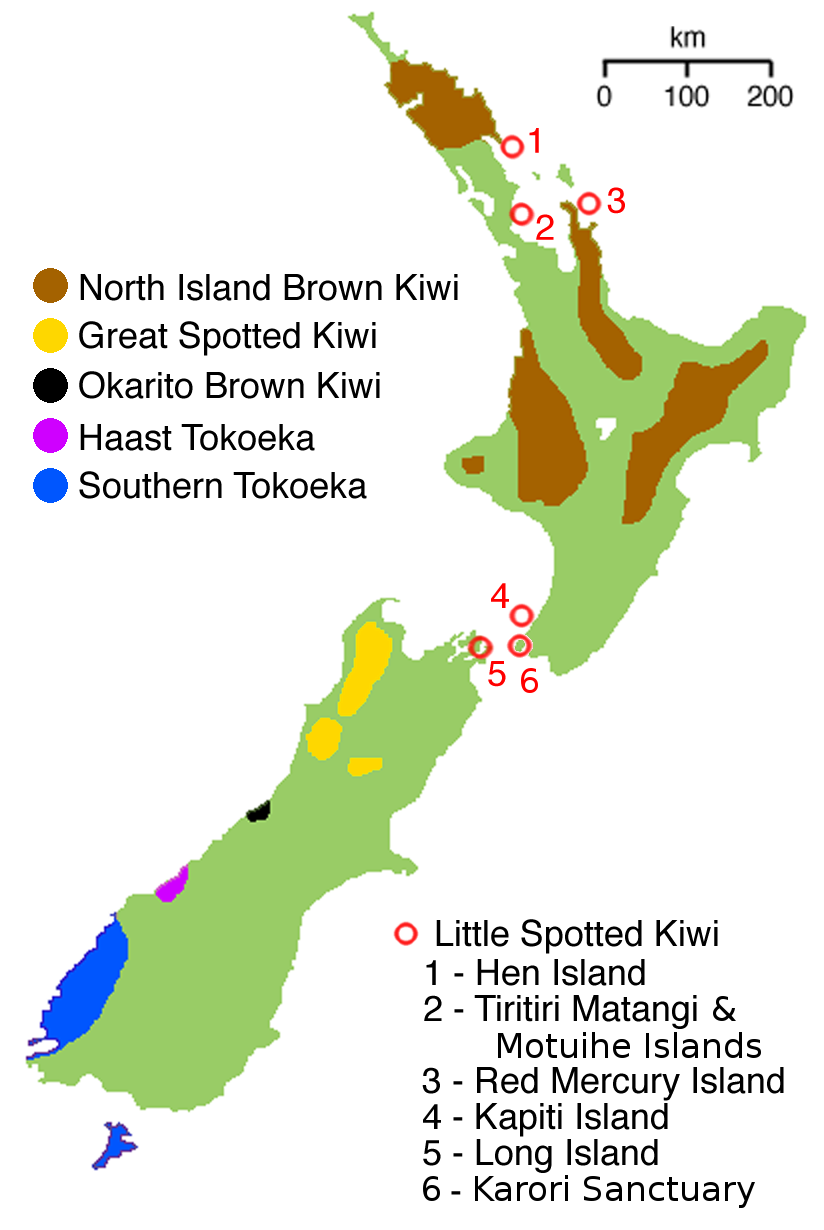
Поширення

Тривалий час вважали, що найближчим родичем ківі є інший новозеландський нелітаючий птах — вимерлий моа. Однак нещодавні дослідження, проведені на початку 2000-х рр. на основі порівняння повних послідовностей мітохондріальної ДНК ківі та їх нелітаючих родичів, дозволили з'ясувати, що ці птахи генетично ближчі до ему та казуарів, ніж до страусів, нанду і моа.
Припускають, що предки сучасних ківі потрапили у Нову Зеландію з Австралазії пізніше, ніж моа, — близько 30 млн років тому. За молекулярними даними, це могло відбутися ще раніше — близько 62 млн років тому, але вже після від'єднання Нової Зеландії від Гондвани (не пізніше 75 млн років тому) та дивергентної еволюції гілки моа (близько 78 млн років тому), що може свідчити про первісне заселення Нової Зеландії моа та вторинне — ківі.

## Морфологія та анатомія
Череп за типом будови нагадує череп казуарів, але відрізняється рядом особливостей: леміш зростається з піднебінними та крилоподібними кістками, не з'єднуючись з піднебінними відростками верхніх щелеп; добре розвинені базіптеригоіїдні відростки. Дзьоб довгий та тонкий (нагадує дзьоб деяких куликів), а при основі оточений довгими щетинками. Ніздрі відкриваються на кінці дзьоба (різка відмінність від усіх інших птахів). Грудина без кіля. Скелет крила сильно редукований: кисть та передпліччя разом удвічі коротші за плече. Передпліччя нерухомо з'єднане з плечем. Вилочки немає, лопатка та коракоїд зростаються між собою. Таз вузький та довгий. Лобкові кістки не зростаються. Пігостиль з 2—3 хребців, але стернові пера відсутні. Задні кінцівки потужні; добре розвинені спрямовані вперед 3 пальці, які закінчуються міцними кігтями. Задній палець рудиментарний, але добре помітний. Скелет не пневматичний.
Очі піддалися редукції (їхній діаметр лише 8 мм; це єдиний випадок сильного зменшення очей у класів птахів). Основний орган рецепції, ймовірно, нюх: дуже сильно розвинені також нюхові порожнини в основі дзьоба та нюхові долі головного мозку. Язик короткий, незважаючи на довгий дзьоб. М'язовий шлунок відносно слабкий. Кишечник досить довгий з довгими вузькими сліпими кишками. У стінці клоаки знаходиться непарний копулятивний орган.
Оперення буруватого кольору (забарвлення самців і самок однакове). Пір'я розсічене, без додаткових стрижнів, рівномірно вкриває все тіло. Можна розрізнити 13 слабко диференційованих махових пер. На відміну від страусоподібних у ківі є куприкова залоза.
Статевий диморфізм проявляється у розмірах: самки більші за самців (2,5—3 кг проти 1,5—2 кг). Крім того, їх дзьоб завжди довший і товстіший.

## Спосіб життя та живлення
Ківі мешкають переважно у сирих вічнозелених лісах; довгі пальці на ногах дозволяють їм не провалюватися на вологому ґрунті. У місцях найщільнішого мешкання на 1 км² припадає 4—5 птахів. Ведуть виключно присмерковий та нічний спосіб життя.
Протягом дня ківі ховаються у виритій норі, дуплі або під корінням дерев. У ківі Apteryx haastii нори являють собою справжній лабіринт з кількома виходами; в інших видів нори побудовані простіше, з одним виходом. На територіальній ділянці може бути до 50 сховищ, які птах змінює кожного дня. Нору ківі займає тільки через декілька тижнів після того, як її вириває, — за цей час трава та мох встигають підрости, маскуючи вхід. Іноді ківі спеціально маскує гніздо, прикриваючи вхід листям та гілками. Вдень вони залишають свої сховища тільки у випадку небезпеки.
У ківі високо розвинена територіальність та пара птахів, особливо самець, активно захищає від конкурентів гніздову ділянку, яка може займати від 2 до 100 га (у ківі Apteryx rowi). Межі своєї гніздової ділянки птахи маркують за допомогою криків, які вночі чутно за декілька кілометрів. Інколи між самцями можуть траплятися сутички за гніздову територію. Думка, що ківі незграбні та малорухливі є помилковою — у природі вони рухливі та за одну ніч обходять всю гніздову ділянку.
На пошук здобичі ківі виходять приблизно через 30 хвилин після заходу сонця. Їх корм складають комахи, молюски та ґрунтові черви, а також опалі ягоди та плоди. Здобич ківі відшукують за допомогою нюху та дотику, розгрібаючи землю лапами та глибоко занурюючи у неї дзьоб. Інколи ківі споживають дрібних амфібій та ракоподібних.

## Розмноження

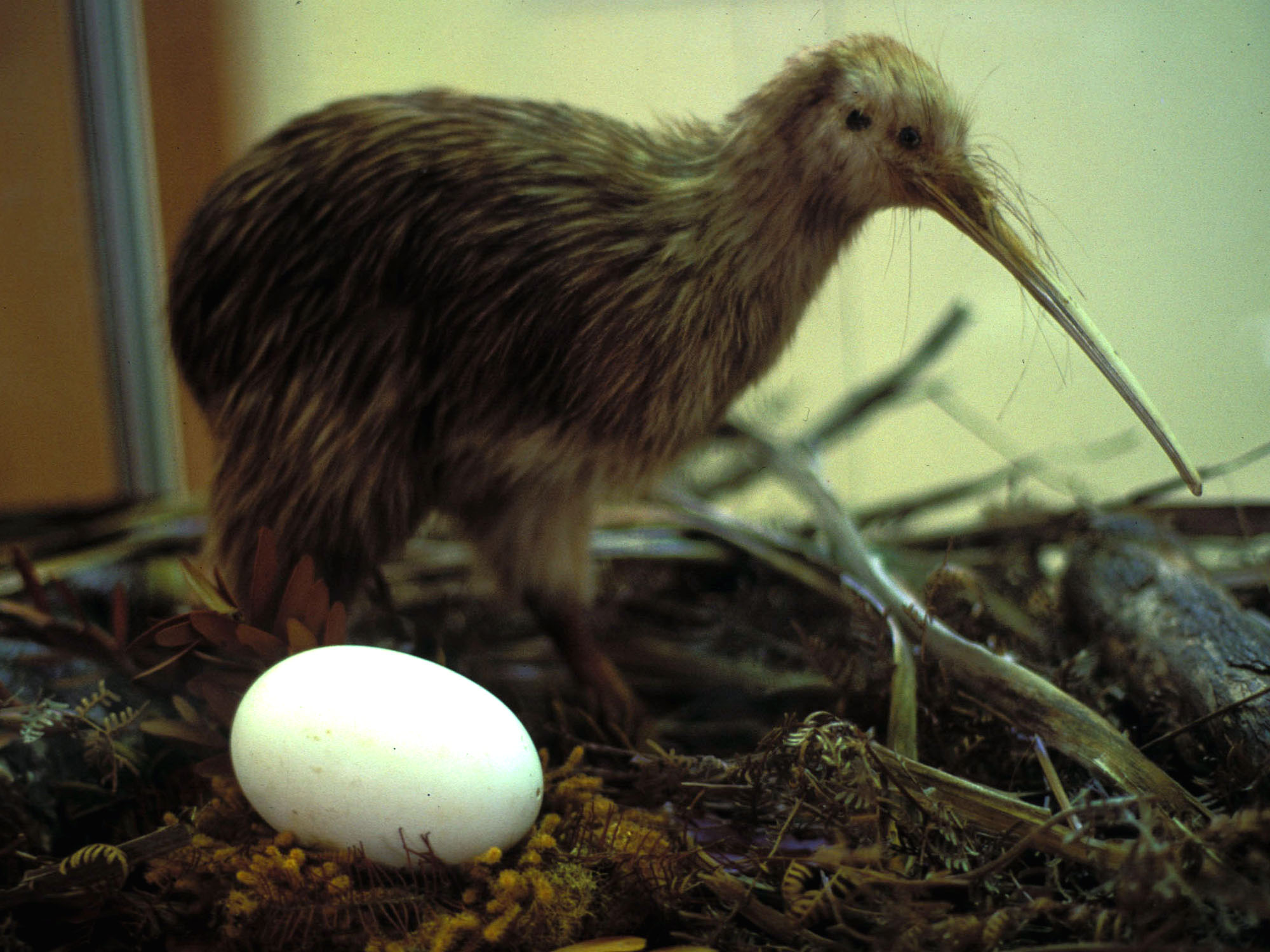
Ківі з яйцем. Kauri Museum (Нова Зеландія)

Ківі — моногамні птахи, пари у них утворюються не менш ніж на 3—5 шлюбних сезонів, іноді на все життя. Основний шлюбний сезон триває з червня до березня. Через три тижні після запліднення самиця відкладає у норі або під корінням одне яйце (рідше — два). Ківі є рекордсменами серед птахів за відносними розмірами яєць: у ківі Apteryx australis воно важить до 450 г, що становить близько ¼ маси самого птаха. Яйце біле або зеленувате, розміром 120×80 мм та містить найбільший процент жовтка серед пташиних яєць — 65% (у більшості птахів — 35—40%).
Перед відкладанням яйця самиця їсть втричі більше, ніж зазвичай; за 2—3 дні до відкладання яйця вона перестає їсти, оскільки яйце займає занадто багато місця всередині її тіла. Відкладене яйце висиджує самець, який залишає його тільки на час годування, на 2—3 години; іноді його замінює самиця. У ківі острова Стюарт, які живуть не парами, а невеликими стабільними групами, насиджування яйця займаються не тільки самець і самиця, але й інші птахи з групи. Іноді через 25 днів самиця відкладає друге яйце.
Інкубаційний період займає 75—85 днів; пташеня потребує 2—3 дні для процесу вилуплення. Пташенята народжуються оперені не пухом, а пір'ям, та нагадують мініатюрні копії дорослих. Батьки зазвичай не турбуються про потомство та залишають його відразу після вилуплення. Перші три дні пташеня не може стояти на ногах та не їсть — у цей час воно існує за рахунок підшкірних запасів жовтка. На п'ятий день воно починає виходити з гнізда, а на 10—14 — самостійно шукати їжу.
Перші шість тижнів пташеня ківі може годуватися і у денні години, згодом переходить на нічний спосіб життя. Молоді ківі майже беззахисні — до 90% птахів гинуть в перші шість місяців життя, з них 70% стають жертвою хижаків.
Ростуть молоді ківі повільно: лише в 4—5 років вони досягають розміру дорослих. Статева зрілість настає у самців у 18 місяців, а у самиць — у 2—3 роки. Але відкладати яйця самиці починають лише у 3—5 років. Тривалість життя ківі велика — до 50—60 років.
На відміну від більшості птахів, у самиць ківі функціонують обидва яєчники, а не тільки лівий. За своє життя самиця відкладає до 100 яєць.

## Систематика та поширення
Традиційно виділяли 3 види ківі: Apteryx australis, A. haastii та A. owenii. Однак відповідно до останніх досліджень, виділяють п'ять:
- Apteryx australis Shaw, 1813 — ківі бурий
- Apteryx haastii Potts, 1872 — ківі сірий
- Apteryx mantelli A. D. Bartlett, 1852 — ківі північний
- Apteryx owenii Gould, 1847 — ківі малий
- Apteryx rowi A. J. D. Tennyson, R. L. Palma, H. A. Robertson, T. H. Worthy & B. Gill, 2003 — ківі окаритський

Перші ознаки успіху програми повторного заселення ківі дикої місцевості навколо міста Веллінгтона були помічені в 2023 році. Згідно повідомлення, вперше за понад 150 років на пагорбах цього регіону народилися пташенята ківі.

## Люди та ківі
Ківі — національний птах та неофіційна емблема Нової Зеландії. Є улюбленим символом новозеландської культури, який зображується на монетах, поштових марках тощо. «Ківі» (англ. kiwis) — жартівливе прізвисько самих новозеландців.

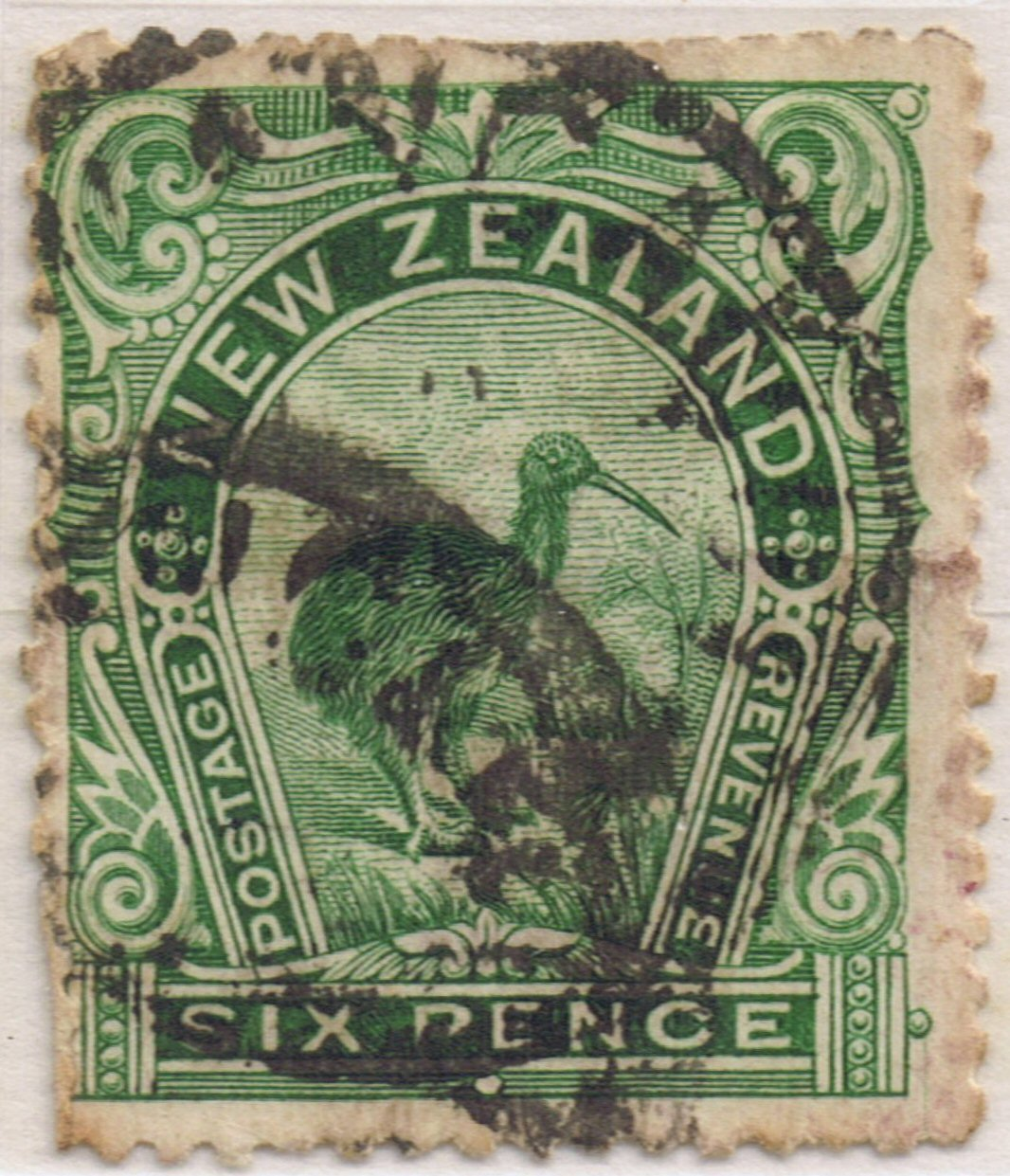
Новозеландська поштова марка, що зображує ківі (1898 р.)
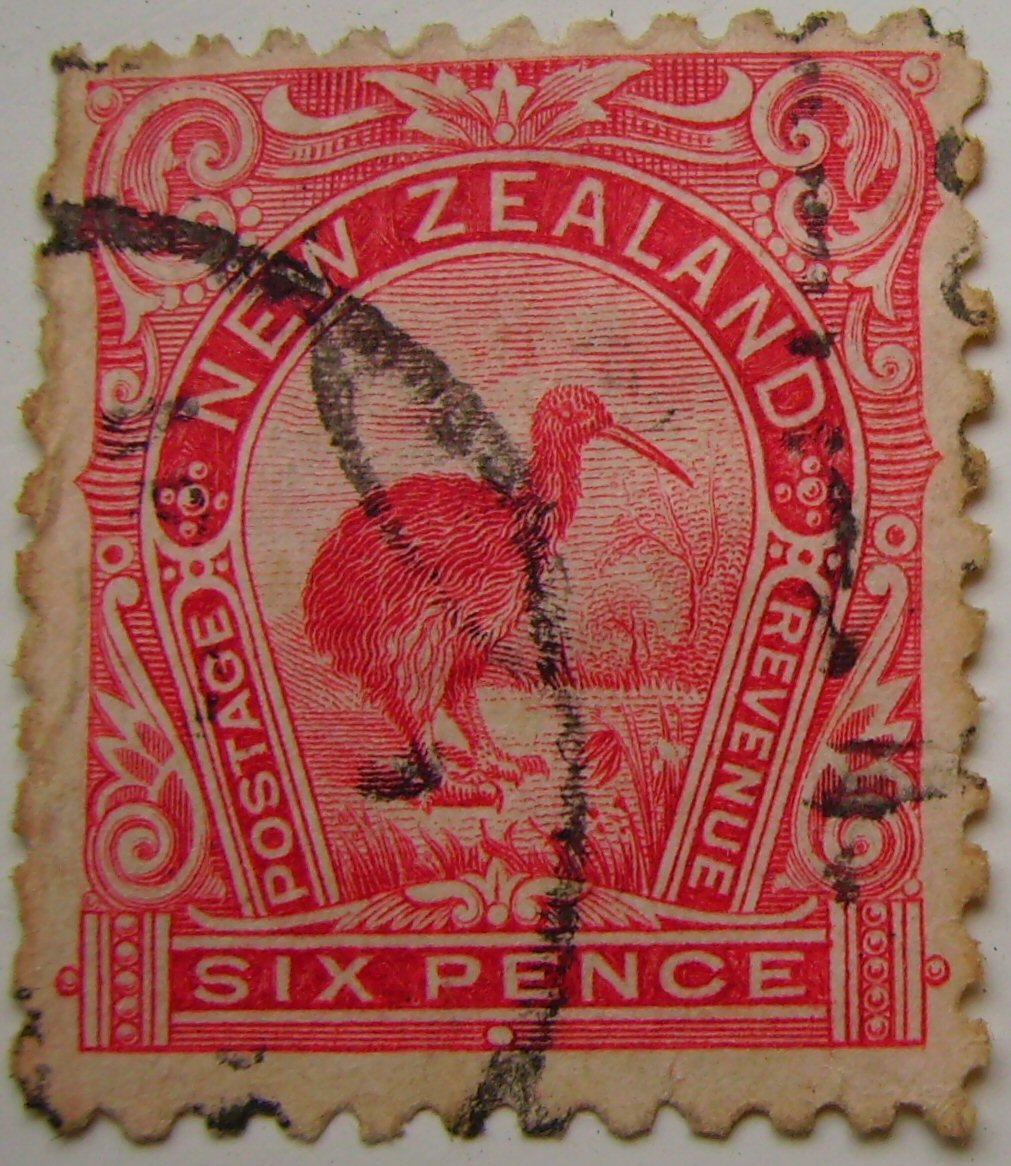
Один з пізніших варіантів цієї самої марки
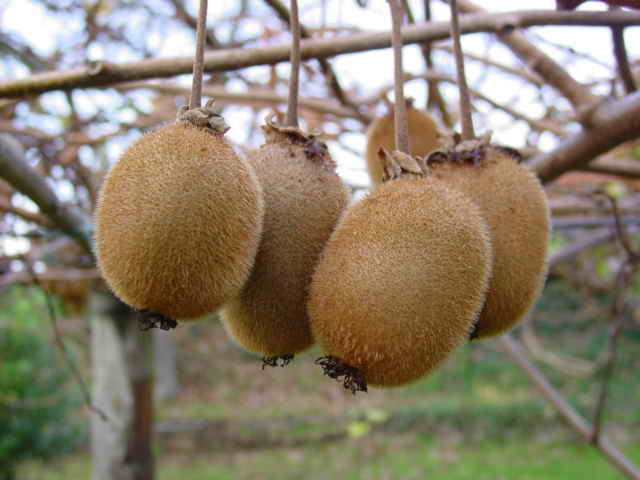
Фруктова рослина ківі названа на честь птаха

Фруктова рослина ківі отримала свою назву за подібність форми його опушеного плоду до тіла однойменного птаха.